# Новопетровка (Братский район)
Новопетровка (укр. Новопетрівка) — село в Братском районе Николаевской области Украины.
Население по переписи 2001 года составляло 88 человек. Почтовый индекс — 55482. Телефонный код — 5131. Занимает площадь 0,649 км².

## Местный совет
55482, Николаевская обл., Братский р-н, с. Новоконстантиновка, ул. Мира, 44